# Andrew Mendonça
Andrew Antonio Mendonça (Kitala, 9 juli 2000) is een voormalig Nederlands voetballer die doorgaans als middenvelder speelde. Hij debuteerde in 2019 in het betaald voetballer als speler van Jong PSV.

## Carrière
Mendonça speelde in de jeugd van SP Lochem en FC Twente. Hij vertrok in juli 2016 naar de jeugd van PSV, waar hij in eerste instantie een contract tot 2019 tekende. Hij debuteerde op 13 januari 2019 voor Jong PSV in de Eerste divisie, in een met 2–2 gelijkgespeelde uitwedstrijd tegen Jong Ajax. Hij kwam in de 59e minuut in het veld voor Justin Lonwijk. Op 1 juli 2021 liep zijn contract af bij PSV.  Op 21 oktober 2021 tekende hij bij Fortuna Sittard en kwam in het O21 team te spelen.  Op 1 maart werd zijn contract ontbonden en besloot Andrew te stoppen met voetballen. 

## Clubstatistieken
| Seizoen     | Club        | Competitie     | Competitie | Competitie | Beker | Beker | Internationaal | Internationaal | Totaal | Totaal |
| Seizoen     | Club        | Competitie     | Wed.       | Dlp.       | Wed.  | Dlp.  | Wed.           | Dlp.           | Wed.   | Dlp.   |
| ----------- | ----------- | -------------- | ---------- | ---------- | ----- | ----- | -------------- | -------------- | ------ | ------ |
| 2018/19     | Jong PSV    | Eerste divisie | 1          | 0          | 0     | 0     | —              | —              | 1      | 0      |
| 2019/20     | Jong PSV    | Eerste divisie | 12         | 0          | 0     | 0     | —              | —              | 12     | 0      |
| 2020/21     | Jong PSV    | Eerste divisie | 4          | 0          | 0     | 0     | —              | —              | 4      | 0      |
| Club totaal | Club totaal | Club totaal    | 17         | 0          | 0     | 0     | 0              | 0              | 17     | 0      |

Bijgewerkt t/m 29 september 2024